# میچیو اوکاموتو
میچیو اوکاموتو (ژاپنی: 岡本 享也؛ زادهٔ ۱۵ مهٔ ۱۹۹۵) یک بازیکن فوتبال اهل ژاپن است.
از باشگاه‌هایی که در آن بازی کرده‌است می‌توان به باشگاه فوتبال گیفو اشاره کرد.